# Zaischnopsis biharensis
Zaischnopsis biharensis is een vliesvleugelig insect uit de familie Eupelmidae. De wetenschappelijke naam is voor het eerst geldig gepubliceerd in 2004 door Narendran.